# David Fernández Ortiz
David Fernández Ortiz (Igualada, Barcelona, 24 de junio de 1970) es un actor, actor de doblaje y humorista español.
Tras formar parte de la compañía teatral La Cubana empezó a ser más conocido después de aparecer en distintos programas de televisión, haciéndose especialmente famoso a raíz de que uno de los personajes por él interpretados, Rodolfo Chikilicuatre, fuera elegido, gracias a la audiencia, para participar en el Festival de la Canción de Eurovisión 2008 en representación de España.

## Trayectoria artística
Tras estudiar joyería industrial, decidió dedicarse al teatro. En 1998 entró a formar parte de la compañía teatral La Cubana, con la que participó en la serie de televisión Me lo dijo Pérez y posteriormente en obras de teatro como Equipatge al 2000 y Una nit d’òpera.
En 2002 empezó a colaborar con la productora catalana El Terrat, siendo protagonista de la obra de teatro Comando a distancia.
Su primera aparición en televisión sería de la mano de dicha productora en el programa Una altra cosa, presentado por Andreu Buenafuente y emitido en la Televisió de Catalunya entre 2002 y 2004. Allí se hizo famoso dando vida a personajes como El Gilipollas, El Extremeño que quería ser Vasco o Narcís Reyerta.
Después acompañó a Andreu Buenafuente en su nuevo programa, Buenafuente, emitido primero en la cadena Antena 3 y más tarde en La Sexta. Gracias a él se dio a conocer en toda España interpretando a personajes creados por él, como El Gilipollas, Zuloaga, Nataly Pussy, Marcia o Santi Clima, o con imitaciones de personajes reales, como el cantante Michael Jackson o Mahmud Ahmadineyad, presidente de Irán. Sin embargo, el personaje que le encumbró fue el esperpéntico Rodolfo Chikilicuatre, que le haría gozar de una gran fama durante la mayor parte del año 2008.
En la nueva temporada 2008-2009, Fernández abandonó el espacio Buenafuente para dedicarse a otros proyectos. Participó en la Gala Inocente, Inocente 2008 emitida por Antena 3 y formó parte del reparto de la serie Pelotas, emitida por TVE hasta su prematura cancelación.
En septiembre de 2010, el actor fue contratado para protagonizar una serie de vídeos promocionales del Sindicato de Unión General de Trabajadores (UGT) llamados Las mentiras de la crisis, publicados en su canal oficial de YouTube. En los mismos, David Fernández interpreta a un voraz empresario sin escrúpulos de nombre Calostro López que maltrata y explota a todos sus empleados, vejándolos y humillándolos a la más mínima oportunidad, en su propio beneficio, en clara alusión y parodia a las reformas laborales aplicadas recientemente, las cuales satisfacen al mundo empresarial por encima de los trabajadores.

Los vídeos fueron creados para reivindicar la asistencia a la Huelga general española convocada el día 29 del mismo mes y año.
En 2011 participa en el programa de la TV3 Crackovia interpretando al jugador del Real Madrid Di María, a quién particulariza con una voz característica. En octubre de 2011 estrena el espacio Frikilikis en Cuatro. Un año más tarde, ya en 2012, sustituye a Agustín Jiménez en la obra de teatro La cena de los idiotas. Graba el programa cómico Señoras que... para Neox y participa en el especial de Nochevieja "Hotel 13 Estrellas. 12 Uvas" de La1 de TVE.
Desde 2013 participó asiduamente en el programa de Antena 3, Me resbala como cómico puesto a prueba del espacio, hasta el fin del mismo en marzo de 2015.
También colaboró como actor en una broma preparada para Jordi Hurtado, en la gala Inocente, inocente 2014 de TVE.
El viernes 5 de febrero de 2016 participó junto a Juanra Bonet, que imitó a Miguel Bosé, en la Gala Casting de Tu cara me suena imitando a Bimba Bosé.
A finales de mayo de 2017, forma parte de los actores del recuperado Homo Zapping imitando a varios personajes como Risto Mejide, Fran Blanco o Eduardo Inda entre otros

### Rodolfo Chikilicuatre
Rodolfo Chikilicuatre es un famoso personaje que fue interpretado por David Fernández en el concurso de Festival de la Canción de Eurovisión del año 2008. Su canción se llamaba Baila el Chiki Chiki, de estilo reguetón. El personaje de Rodolfo era friki, supuestamente nacido en Buenos Aires (Argentina) en 1972, y cantaba con una guitarra de juguete. El 5 de junio de 2008 desapareció del mundo de la música, pero siguió haciendo apariciones estelares que mantuvieron vivo al personaje incluso hasta el año 2017, año en que Rodolfo reapareció junto con el controvertido representante de España en Eurovisión de 2017, Manel Navarro.
Días después de su retiro en 2008, David Fernández reapareció en el programa Buenafuente, esta vez interpretando a Mahmud Ahmadineyad, presidente de Irán, haciendo alusiones claras a su personaje musical eurovisivo. David, representando a Ahmadineyad, apareció de forma regular en el espacio hasta el inicio de la nueva temporada del programa en septiembre de 2008.

## Cine y televisión

### Películas y cortometrajes
- El uniforme (2003, cortometraje)
- Inconscientes (como maitre, 2004)
- Tapas (como mormón, 2005)
- Kibris: La ley del equilibrio (2005)
- Una nit d'òpera (2006)
- Donkey Xote (voz de Rocinante, 2007)
- Fuga de cerebros (como Loren, 2009)
- Spanish Movie (como comisario Alpedrete, 2009)
- Héroes (como padre de Colo, 2010)
- Mami Blue (como Mario, 2010)
- Torrente 4: Lethal Crisis (como Padre Tobías, 2011)
- La Trinca: biografía no autoritzada (con sargento, 2011)
- Disturbing (2012, cortometraje)
- Abracadabra (2012, cortometraje)
- Pancho, el perro millonario (como Felipe, 2014)
- Super López (como ingeniero, 2018)
- "A todo tren 2. Sí, les ha pasado otra vez" (como cura, 2022)
- Padre no hay más que uno 5: "Nido Repleto" (como el mismo, 2025)

### Series de televisión
- Hospital Central (2002) (1 capítulo)
- Javier ya no vive solo (2003) (1 capítulo)
- 7 vidas (2003) como jefe (1 capítulo)
- Los Serrano (2004) (1 capítulo)
- Majoria absoluta (2004) (1 capítulo)
- Abuela de verano (2005) como taxista (1 capítulo)
- Lo Cartanyà (2006) (1 capítulo)
- Pelotas (2010) como Collado (24 capítulos)
- Museo Coconut (2011) (1 capítulo)
- Señoras que... (2012-2013) como Provi (13 capítulos)
- Aída (2014) como mago (1 capítulo)
- Aquí Paz y después Gloria (2015) como el Destripador de Mugía (1 capítulo)
- Gym Tony (2015-2016) como Evaristo (118 capítulos)
- La peluquería (2017) como Raúl (118 capítulos)
- Cuerpo de élite (2018) como Ministro de Hacienda (2 episodios)
- Benvinguts a la família (2019) como Mag (1 capítulo)
- Mira lo que has hecho (2020) como taxista (1 capítulo)
- XHOXB (2020) como jefe de tienda (1 capítulo)

### Programas de televisión
- Me lo dijo Pérez (1999)
- La nit de Balseros (2004)
- Una altra cosa (2002-2005)
- Lo + plus (2005)
- Cadena urbana (2005)
- Por fin has llegado (2007)
- Èxit (2007)
- Festival de la Canción de Eurovisión (2008)
- El intermedio (2008)
- ¡Salvemos Eurovisión! (2008)
- Corazón, corazón (2008)
- Esta mañana (2008)
- Balas de plata (2008)
- Yo estuve allí (2008)
- La Rioja, tierra universal (2008)
- Dansin Chiki Chiki (2008)
- Ya te vale (2008)
- No disparen al pianista (2008)
- Memòries de la tele (2008)
- Europasión (2008)
- Salvemos Eurovisión (2008)
- Boqueria 357 (2008)
- TeleMonegal (2008)
- Saturday Night Live (2009)
- Disculpin la interrupció (2009)
- El Club (2006-2009)
- Land Róber (2010)
- Bestiari il·lustrat (2010)
- Buenafuente (2005-2010)
- Palomitas (2011)
- Cinema 3 (2011)
- Catalunya aixeca el teló (2011)
- Divendres (2011)
- No t'ho perdis (2011)
- Ànima (2011)
- Página Dos (2011)
- Tvist (2008-2011)
- Avanti (2012)
- La partida de TV3 (2012)
- Buenas noches y Buenafuente (2012)
- Hotel 13 estrellas, 12 uvas (2012)
- Crackòvia (2008-2013)
- Polònia (2011-2013)
- El gran dictat (2011-2013)
- Pasapalabra (2012-2014)
- Torres y Reyes (2014)
- En el aire (2014)
- El pueblo más divertido de España (2014)
- Los viernes al show (2014)
- Connexió Barcelona (2015)
- Generació digital (2015)
- Àrtic (2015)
- Ilustres ignorantes (2011-2017)
- Me resbala (2013-2021)
- Late motiv (2016-2018)
- Dicho y hecho (2018)
- Zapeando (2018)
- Roast Battle (2018)
- Homo Zapping (2004-2018)
- Tu cara me suena (2016-2018)
- La resistencia (2019)
- Dar cera, pulir #0 (2019)
- Typical Spanish (2020)
- MasterChef Celebrity (2020)
- LOL: Si te ríes pierdes (2021)
- Tu cara me suena (2021-2022)